# Gotthard Kettler
Gotthard Kettler (aussi francisé en Gothard), né le 2 février 1517 sans doute au château Eggeringhausen près de Soest en Westphalie, et mort le 17 mai 1587 à Mittau, est le dernier maître de l'ordre des chevaliers Porte-Glaive  en Livonie. À la suite du traité de Vilnius signé en 1561, il devient le premier duc de Courlande et Sémigalie, après sa conversion à la religion luthérienne et la sécularisation des terres de la Confédération livonienne.

## Biographie
Descendant de la noble famille Kettler ou Ketteler, ministériels dans le duché de Westphalie, Gotthard a 20 ans lorsqu'il rejoint l'Ordre Teutonique. En 1551, il est nommé gestionnaire du patrimoine de l'Ordre livonien et accueillait la foi luthérienne. Il fut commandeur de Dunebourg à partir de 1554 et de Fellin dès 1557. 
Pendant la guerre de Livonie et l'entrée des forces du tsarat de Russie, il a été élu coadjuteur aux côtés du maître livonien Johann Wilhelm von Fürstenberg. Fürstenberg avait été un des acteurs principaux des traités de Pasvalys conclus les 5 et 14 septembre 1557 mettant les territoires de la Confédération livonienne sous protection polono-lituanienne. Ce traité a été reçu par le tsar Ivan IV de Russie comme un casus belli qui eut pour conséquence le début de la guerre. 
En 1559, Johann Wilhelm von Fürstenberg présente sa démission et est fait prisonnier, l'année suivante, par le prince russe André Kourbski durant la prise de la ville de Fellin où il s'était retiré comme gouverneur. Kettler a été désigné pour lui succéder. Cinquantième et dernier maître de l’Ordre livonien, il a négocié le traité de Vilnius conclu le 31 août 1559 confirmant le patronage de Sigismond II Auguste, roi de Pologne et grand-duc de Lituanie. 

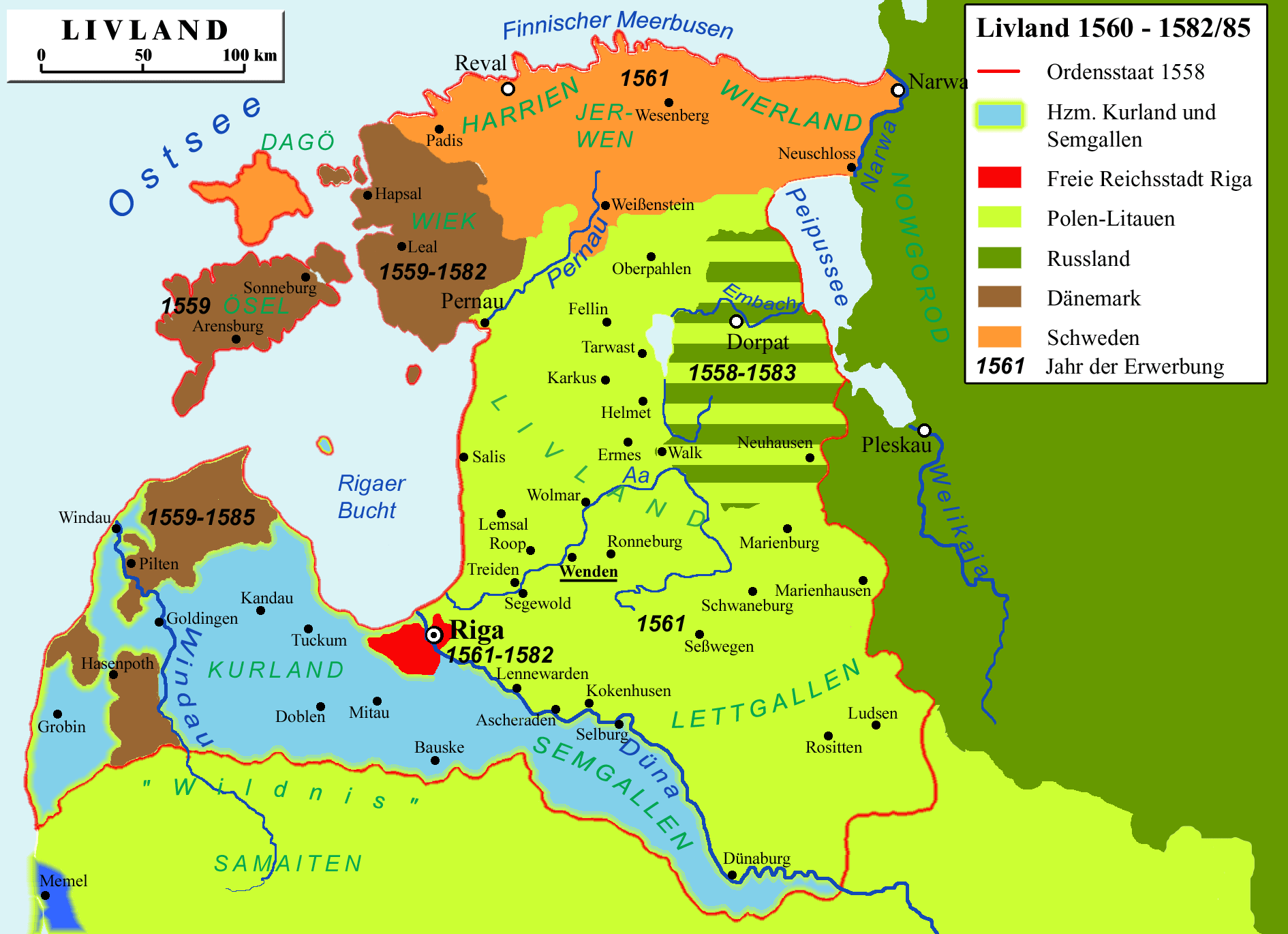
La Livonie 1560-1585, le duché de Courlande en bleu.

Finalement, par le second pacte de Vilnius signé le 28 novembre 1561, le territoire livonien reconnait la suzeraineté du roi de Pologne et du grand-duc de Lituanie (Pacta subiectionis). En retour Sigismond II Auguste s'engage à protéger ses nouveaux sujet des armées du tsar de Russie et reconnait les privilèges de la diète livonnienne (Privilegium Sigismundi Augusti). 
Le territoire livonien qui n'est pas occupé par les forces suédoises et danoises a été scindé en deux : le duché de Livonie et le duché de Courlande. Converti au luthéranisme, Kettler devient le premier duc héréditaire de Courlande, vassal de Sigismond II Auguste. Il sécularise ses moines-soldats et se met officiellement sous la protection du roi de Pologne. Le reste du pays est placé sous administration lituanienne.
Le nouveau duc établit sa résidence à Mitau. Néanmoins, le petit duché de Courlande reste un pion pour les grandes puissances dans la région de la mer Baltique. Kettler s'est battu en premier lieu pour une autonomie régionale. Toutefois bien qu'il soit soumis à la forte influence de la noblesse locale, il peut organiser une gestion efficace sur le modèle du duché de Prusse. En 1570, il introduit officiellement la Réforme protestante. Il soutienne la construction d'églises et d'écoles et a continué de s'occuper des pauvres et des malades.
Gotthard Kettler meurt le 7 mai 1587 à Mitau. Ses descendants régnèrent sur la Courlande jusqu'en 1737.

## Mariage et descendance

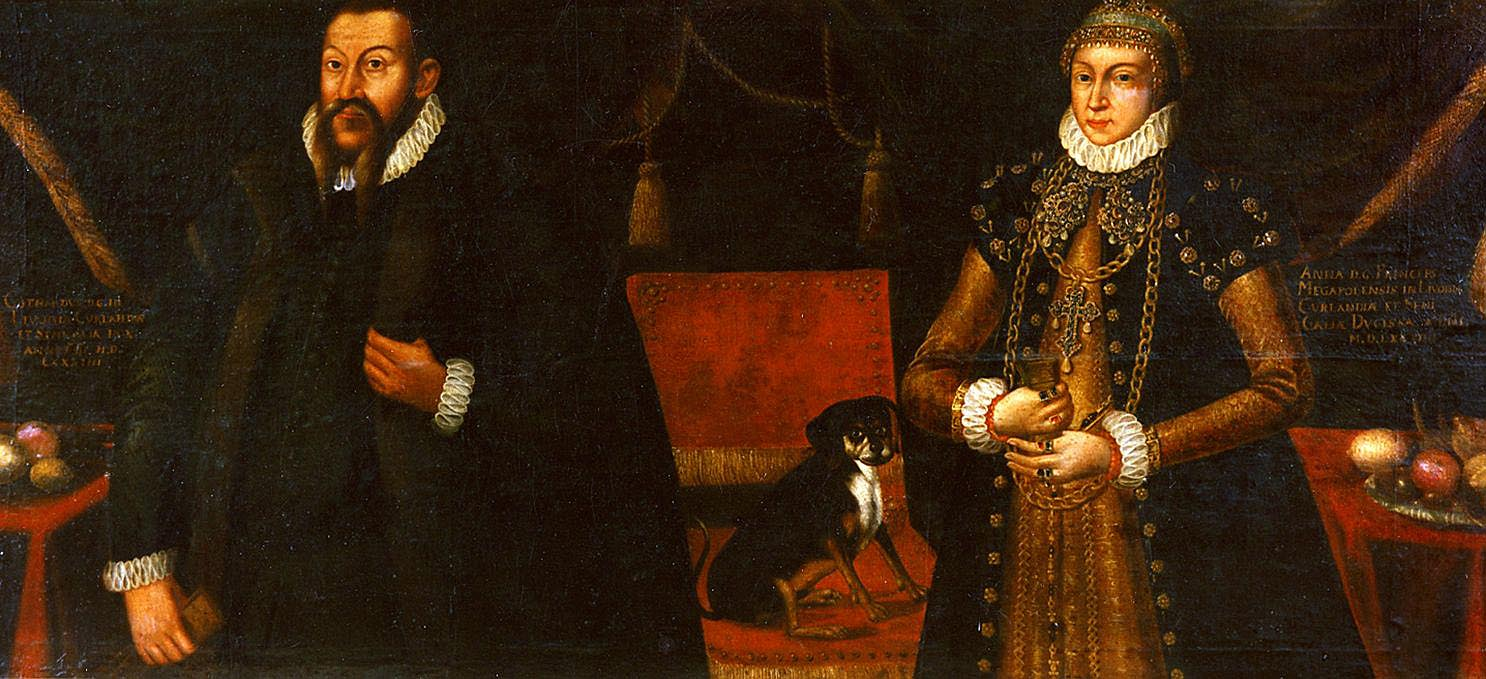
Gotthard Kettler et son épouse Anne de Mecklembourg (1584).

Le 11 mars 1566 Gotthard Kettler, épouse Anne (1533-1602), une fille du duc Albert VII de Mecklembourg-Güstrow.
Ils ont deux fils :
- Frédéric Ier Kettler (1569-1642), duc de Courlande et Sémigalie
- Guillaume Kettler (1574-1640), duc de Courlande